# Іваненко Валерія Володимирівна
Вале́рія (Во́ля) Володи́мирівна Іване́нко (25 грудня 1926, Харків — 8 листопада 1968, Київ) — українська письменниця, перекладачка.

## Біографічні дані
Зростала Воля у творчій родині. Батько — редактор видавництва, мати — відома письменниця Оксана Іваненко, дід — письменник та журналіст Дмитро Іваненко.
Ще дитиною почала відвідувати морський гурток, удома розводила риб в акваріумі, дуже любила книжки про природу.
У 1939—1957 рр. мешкала в будинку письменників Роліт.
Навчалася на біологічному факультеті Київського університету, який у 1951 закінчила.
Потім була практика у дніпровських заповідниках, Заполяр'ї, на Баренцовому морі, експедиції по вивченню річок та озер Закарпаття. З 1952 почала викладати у Київському університеті. Валерія Володимирівна готувалась захищати дисертацію. Та раптом у 1953 році трапилось нещастя: вона важко захворіла. Спочатку відмовили ноги, потім руки. Змушена була лежати багато років. Вона вивчає болгарську мову, робить переклади художніх творів з болгарської. Маючи великі знання з біології, зоології, гідробіології, іхтіології, Валерія Іваненко починає обдумувати сюжети майбутніх оповідань для дітей, береться до нової праці. В 1960 році виходить у світ перша книжка Валерії Володимирівни «Де вони блукають». За нею — «Хатинка в морі», «Оленятко». Всі вони про любов до природи.

## Творчість
Писала для дітей. Автор оповідань про природу. Видала збірки:
- «Де вони блукають» (1960),
- «Хатинка в морі» (1963),
- «Оленятко» (1965),
- «Ніч у лісі» (1967).

У перекладі російською мовою побачила світ її книжка «Домик в море» (Москва, 1972).
Переклала з російської мови збірки оповідань:
- «Орися боягузка» Віталія Біанкі (1960),
- «Альошка з нашого будинку» Сергія Баруздіна (1961).

Переклала з болгарської мови:
- Збірник народних казок «Дарунок від серця» (1959),
- Повість «Твої друзі поруч» С. Кралевського (1964),
- Повість «Знегоди одного хлопчика» Генчо Белева (1960).